# Храм Солнца (Пекин)

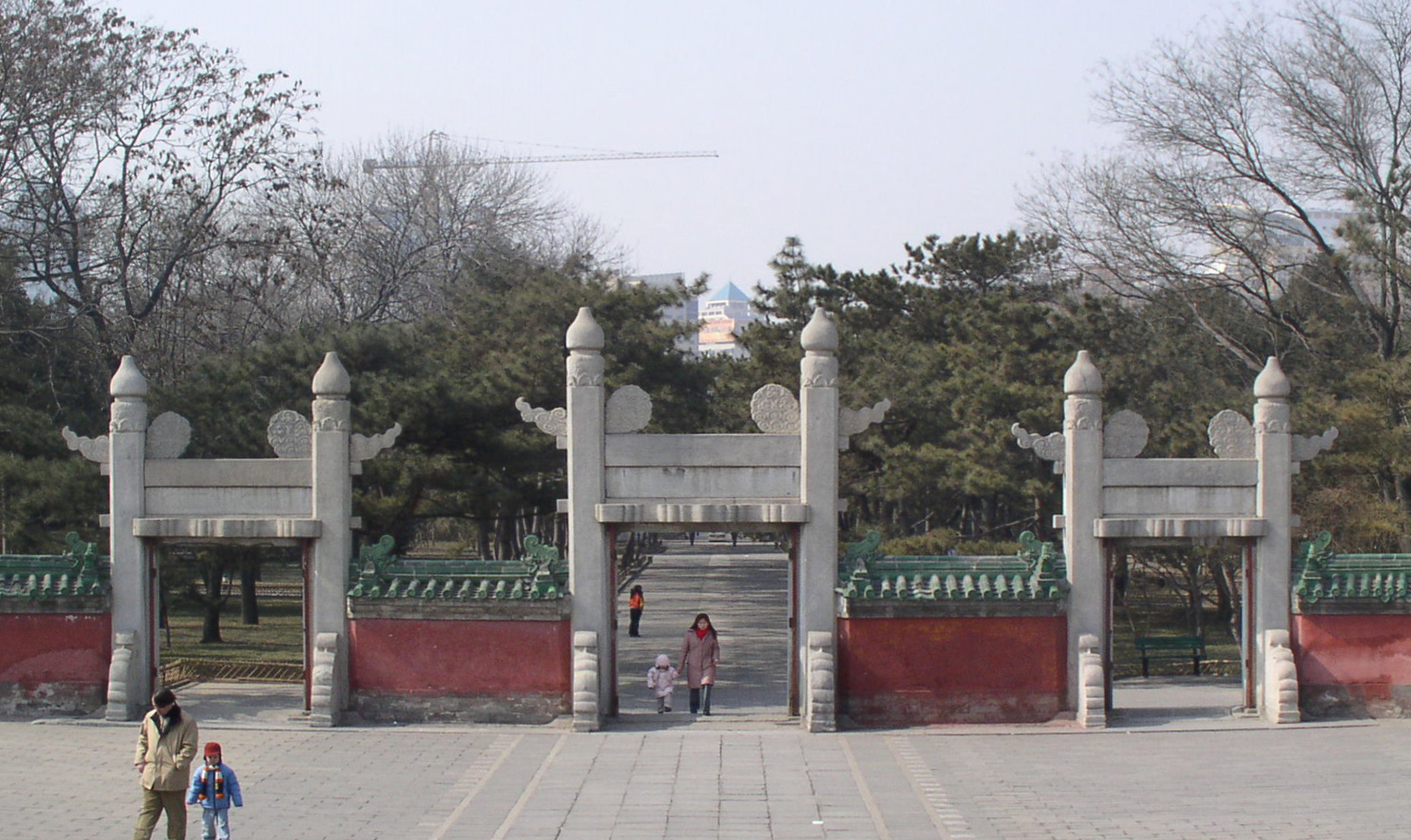
Вход в парк

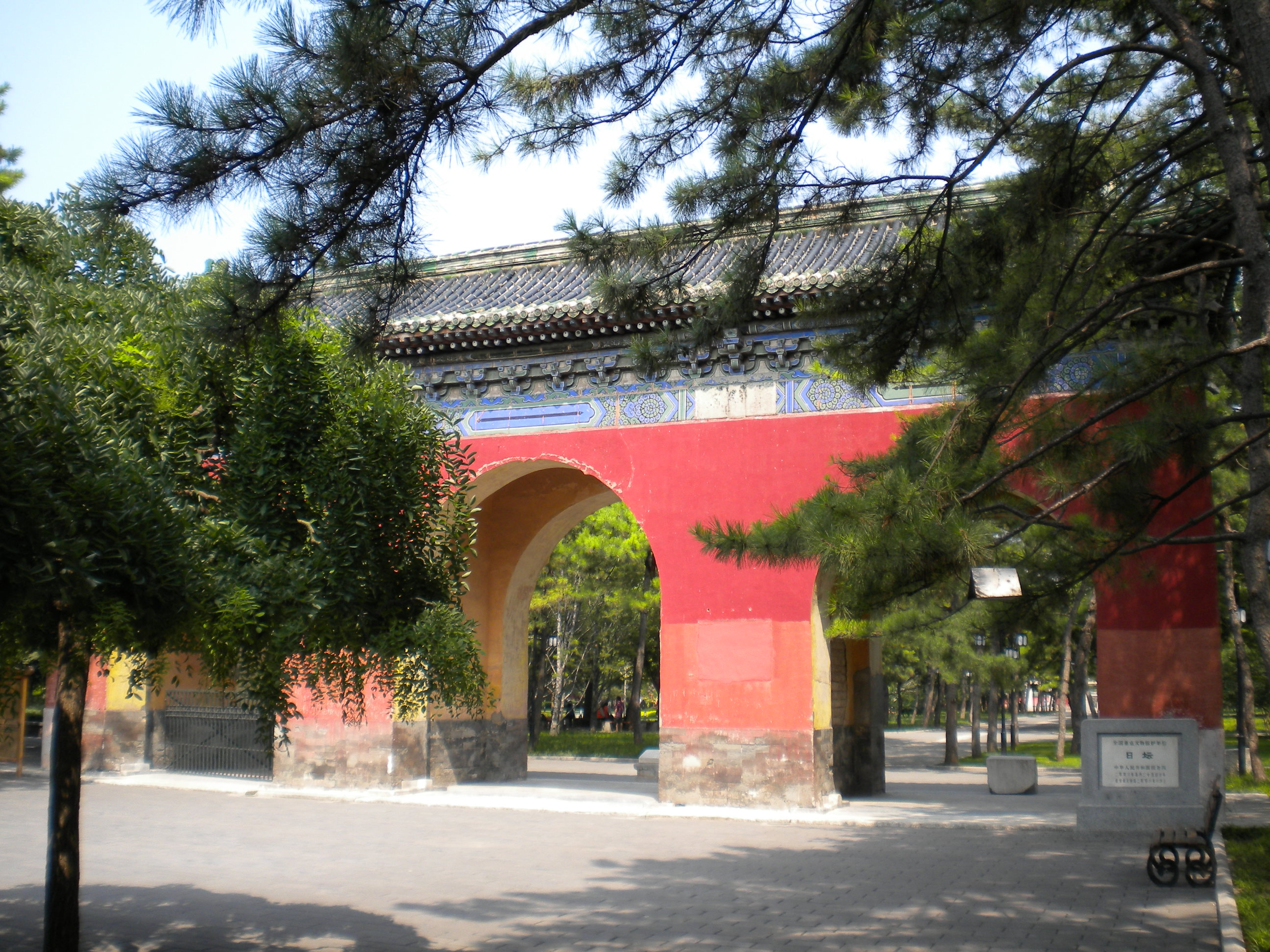
Западные ворота храма

Храм Солнца (кит. упр. 日坛, пиньинь Rìtán) — храм в районе Чаоян в Пекине, КНР. С 2006 года в списке охраняемых памятников КНР под номером 6-304.
Он находится в названном по храму парке Житань (日坛公园) исторического района Цзяньгомэнь к востоку от Запретного города. Это общественный парк площадью около 20 га.
Ближайшая станция метро — Юнъаньли.

## История
Храм был построен в 1530 году во время династии Мин для ритуальных жертвоприношений императора Китая Солнцу.
На противоположной стороне относительно центра города, на западе, в историческом районе Фучэнмэнь расположен Храм Луны. Вместе с Храмом Неба и Храмом Земли эти храмы образуют единый городской храмовый комплекс, призванный обеспечить космический порядок.
Во время Летних Олимпийских игр 2008 парк Житань был выбран в качестве одной из трёх официальных зон для выражения протеста.